# غوادالوبي (مقاطعة)
وادي اللُّب أو (نقحرة: غوادالوبي) مقاطعة في كانتون غويكويشيا، محافظة سان خوسيه، كوستاريكا ، كوستاريكا.